# Maria Heyde
Maria Elisabeth Heyde (Paramaribo, 19 april 1837 -  Schönebeck, 6 april 1917) was een Duits zendeling, dagboekschrijver en vertaler, geboren in Suriname.
Heyde was de dochter van Johann Gottlieb Hartmann en Maria Hartmann, Duitse zendelingen van de Evangelische Broedergemeente die in Suriname waren gevestigd. Toen Maria zeven jaar oud was, reisde zij zoals het toen gebruikelijk was bij de zending voor haar opleiding naar Duitsland. Hier kwam zij op de kostschool Moravian Brethren in Kleinwelka. Na het afronden van haar studie begon ze als docent aan dezelfde school. Op 22-jarige leeftijd reisde Heyde naar Tibet (nu Noord-India) met missionaris August Wilhelm Heyde, met wie ze in november 1859 trouwde in Keylong in de provincie Lahaul (nu Himachal Pradesh). Het echtpaar vestigde zich in Kyelong en stichtte een gezin met drie kinderen (vier waren overleden).
Als haar man lang op zendingsreis was, was Maria vaak alleen met de lokale bevolking. Ze leerde Tibetaans spreken en schrijven, legde haar leven vast in haar dagboeken en schreef over de reizen van haar man, lokale gebruiken en landbouwpraktijken. In een door haar opgerichte huishoudschool leerde ze de meisjes weven en breien en dwong ze een sterke code van persoonlijke hygiëne af.
Na een periode van 44 jaar in Tibet keerde ze in 1893 met haar man terug naar Duitsland, en vertaalde twee boeken van Mozes in het Tibetaans. Na de dood van haar man verhuisde ze naar Gnadau om in de buurt van het gezin van haar zoon Paul te zijn. Zij stierf op 6 april 1917 in zijn huis in Schönebeck.
- Gemeinsame Normdatei: 1169847064
- International Standard Name Identifier: 0000 0000 4442 0104
- Library of Congress Control Number: no2003096485
- Virtual International Authority File: 61241354
- WorldCat: E39PBJtxmMd6MfqGb9F8tjfcyd